# Herbert Giese (Kunsthistoriker)

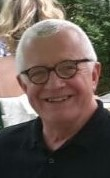
Herbert Giese

Herbert Giese (* 8. August 1950 in Wien) ist ein österreichischer Kunsthistoriker, Autor und Gerichtsgutachter.

## Biografie
Herbert Giese studierte Kunstgeschichte und klassische Archäologie an der Universität Wien. Noch als Student eröffnete er 1973 seine erste Galerie. Seine Dissertation in Wien 1976 hatte zum Thema „Franz v. Matsch – Leben und Werk“. Zusammen mit Harald Schweiger gründete er 1980 die Galerie Giese & Schweiger im 1. Wiener Bezirk. Seit 1994 arbeitet er auch als gerichtlich beeideter Sachverständiger für Malerei. Im Jahre 1994 erstellte er ein Schätzgutachten für die Sammlung von Rudolf Leopold, anhand dessen die Republik Österreich den Ankauf der Sammlung umsetzte.
Giese ist Autor mehrerer Bücher und auch als Experte für Malerei und Grafik in der Sendung Kunst + Krempel im Bayerischen Fernsehen bekannt geworden. Er ist Verfasser von zahlreichen Aufsätzen zur österreichischen Kunst des 19. und 20. Jahrhunderts (vor allem in dem Kunstmagazin Parnass) und diversen Ausstellungskatalogen (Wien Museum, Österreichische Galerie Belvedere, Leopold Museum). Im Jahre 2021 wurde er Gründungskurator des Museums Ortner in Wien.

## Publikationen
- Matsch und die Brüder Klimt. Regesten zum Frühwerk Gustav Klimts. In: Mitteilungen der Österreichischen Galerie Jahrgang 22/23, Salzburg 1978.
- Franz von Matsch. Ein Wiener Maler der Jahrhundertwende. In: Katalog Wien Museum, Wien 1981.
- Aspekte des Wiener Kunstgewerbes um 1900. Dualismus als Prinzip. In: Alte und Moderne Kunst XXVII, Heft 183, Wien 1982, S. 33–37.[6]
- Einige Bemerkungen zum Frühwerk Oskar Kokoschkas. In: Katalog „Wien um 1900“, Wien 1985.
- Ludwig Ferdinand Graf. Bemerkungen zu Person und zum Werk. In: Katalog Österreichische Galerie, Wien 1997.
- Herbert Giese: Vom Alltag der Kunst: die Gelegenheitsgraphik im Werk Herbert Fladerers. Wiesner, Wernstein 2004, ISBN 978-3-900663-26-1.
- Der gemeinsame Nenner. In: Stimmungsimpressionismus, Katalog Österreichische Galerie, Wien 2004.
- Das Paradies vor der Haustür. In: Gartenlust, Katalog Österreichische Galerie, Wien 2007.
- Herbert Giese: Was bleibt vom Sammeln: österreichische Kunst am Beispiel der Sammlung Ortner. Brandstätter, Wien 2015, ISBN 978-3-85033-884-4.
- Richtig muss es sein. In: Theodor von Hörmann. Von Paris zur Secession, Katalog Leopold Museum, Wien 2016.
- Welch' verrückte Wirklichkeit. In: Anton Romako, Katalog Leopold Museum, Wien 2018.
- Der Welt (m)eine Ordnung geben. Sammlung Ploil. Eine Auswahl. Katalog Landesgalerie Niederösterreich, Krems 2020 (Kurator, Herausgeber, Mitautor) ISBN 978-3-901261-84-8.
- Ortner Zwei. Das Sichtbare und das Verborgene. pinxit Verlag, Wien 2021, ISBN 978-3-9504972-0-5.
- Rudolf Wacker und sein Selbst. In: Rudolf Wacker. Magie und Abgründe der Wirklichkeit, Katalog Leopold Museum 2024.